# Zawór suwakowy

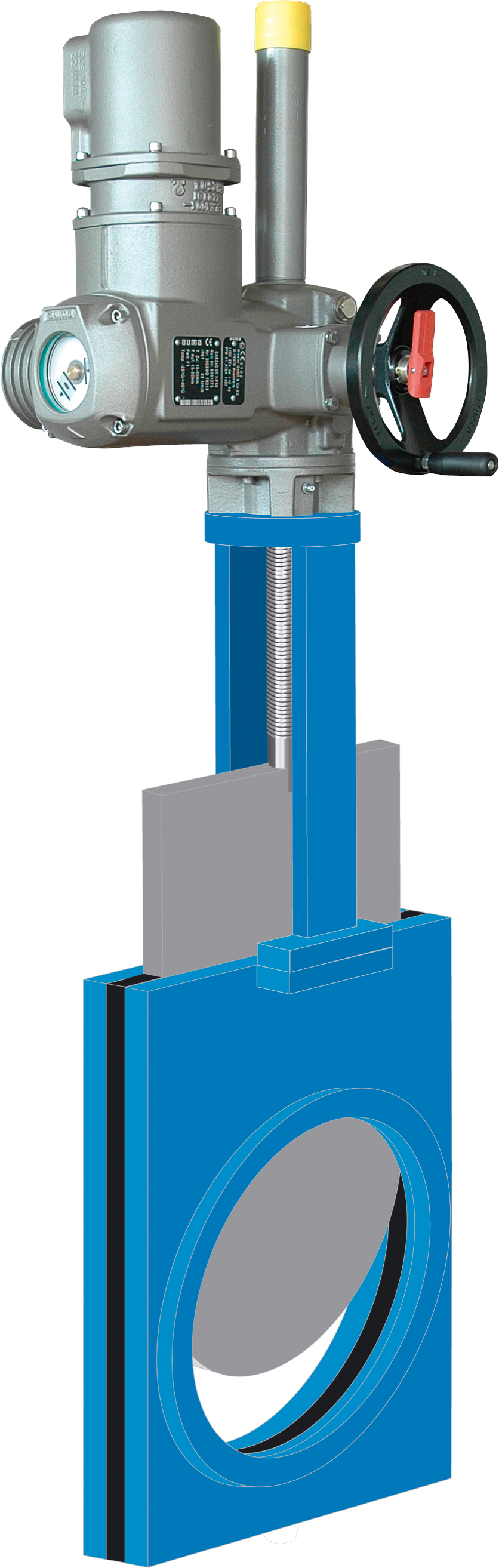
Zawór suwakowy z elektrycznym siłownikiem wieloobrotowym

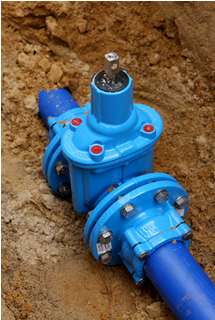
Zasuwa kołnierzowa E1

Zawór suwakowy, zwany również zaworem śluzowym lub zasuwą – zawór, który otwiera się przez podniesienie bariery (zasuwy), umożliwiając przepływ cieczy lub gazu. Zasuwy wymagają bardzo mało miejsca wzdłuż osi rury i prawie nie ograniczają przepływu czynnika, gdy są całkowicie otwarte. Czoła bramy mogą być równoległe, ale najczęściej mają kształt klina (aby móc wywierać nacisk na powierzchnię uszczelniającą). 
Zawory suwakowe służą głównie do odcinania przepływu medium, nie stosuje się ich do regulacji przepływu. Przy pełnym otwarciu typowy zawór nie stwarza przeszkód na drodze przepływu, co przekłada się na bardzo niski opór przepływu. Rozmiar otwartej ścieżki przepływu zmienia się zasadniczo w sposób nieliniowy, gdy zasuwa jest przesuwana. Oznacza to, że natężenie przepływu nie zmienia się równomiernie wraz z przesunięciem trzpienia. W zależności od konstrukcji częściowo otwarta zasuwa może wibrować z podczas przepływu płynu. 
Zasuwy są zwykle budowane z żeliwa, staliwa węglowego, żeliwa sferoidalnego, brązu, stali nierdzewnej, stali stopowych i stali kutej. 